# Степановка (Ржаксинский район)
Степа́новка — село в Ржаксинском районе Тамбовской области России. Административный центр Степановского сельсовета.

## География
Село находится на расстоянии 12 км к югу посёлка городского типа Ржакса, административного центра района, и 85 км к юго-востоку от города Тамбов, административного центра области.

### Часовой пояс
Село Степановка, как и вся Тамбовская область, находится в часовой зоне МСК (московское время). Смещение применяемого времени относительно UTC составляет +3:00.

## Население
| 2002 | 2010 |
| ---- | ---- |
| 696  | ↘630 |

### Национальный состав
Согласно результатам переписи 2002 года, в национальной структуре населения русские составляли 99 % от 696 чел.